# Tony Blair
Anthony "Tony" Charles Lynton Blair (Edinburgh, 6. svibnja 1953.), britanski političar

## Životopis

### Politička karijera
Nakon što je diplomirao pravo 1975. godine, djeluje kao odvjetnik ("barrister"), te se uključuje u politiku unutar Laburističke stranke. U engleski parlament izabran je prvi put 1983. godine; od 1987. godine je član laburističke "vlade u sjeni".

Kada u srpnju 1994. godine postaje vođom Laburističke stranke, Tony Blair zahtijeva da stranka iz svojega statuta izbaci dio u kojem se izražava "privrženost javnom vlasništvu nad sredstvima za proizvodnju i razmjenu", u čije je ime ta stranka u prošlosti bila provela nacionalizaciju vrlo velikog dijela britanskog gospodarstva, promovirajući sigurnost i opću kvalitetu radnih mjesta, ali uz istodobni pad međunarodne konkuretnosti britanske ekonomije.

### Predsjednik vlade
Na čelu obnovljene Laburističke stranke, čiji je profil približio političkom centru i učinio je privlačnom za brojne birače koji nisu ljevičari, Tony Blair 1997. godine na parlamentarnim izborima odnosi premoćnu pobjedu nad konzervativcima (osvaja 43,2% glasova i većinu od 179 mjesta u parlamentu, što je najveća većina u povijesti britanskog parlamenta) i postaje prvi laburistički premijer Ujedinjenog Kraljevstva nakon osamnaest godina (James Callaghan, 1979.). Kao kandidat laburističke stranke pobjeđuje i na izborima za parlament 2001. godine, te ponovno 2005. godine. Godine 2003. zajedno s Georgeom W. Bushem započinje Rat u Iraku, što će se ispostaviti kao njegova najkontroverznija odluka u karijeri.
Laburisti u njegovo vrijeme opisuju svoju stranku sintagmom "New Labour", kojom se htjelo opisati kako je posrijedi jedna duboko obnovljena stranka, koja se jako odmaknula od za tu stranku tradicionalne socijalističke ideologije zapadnoeuropskog tipa, gdje se nastojalo pomiriti marksizam u stanovitom suživotu s elementima kapitalističke privrede i suvremene demokracije. Pristajanjem uz liberalno-kapitalističke reforme koje je u Velikoj Britaniji provela konzervativna premijerka Margaret Thatcher, laburisti su pod vodstvom Tonyja Blaira stvorili politiku tzv. "Trećeg puta", što će postati temelj djelovanja europskih socijaldemokratskih stranaka. Kao premijer Ujedinjenog Kraljevstva, Tony Blair izvlači zemlju iz recesije u koju je zapala za vladavina konzervativnih prethodnika te ostvaruje izuzetan gospodarski rast, dok je nezaposlenost izuzetno smanjena.
Ekonomska uspješnost Velike Britanije omogućuje Blairovoj vlasti da znatno poveća rashode u zdravstvu, socijalnoj skrbi i obrazovanju.
U bliskom savezništvu sa SAD-om, Velika Britanija uzima vrlo značajno učešće u vojnoj intervenciji protiv Srbije radi zaštite albanskog stanovništva na Kosovu 1999. godine, te u invazijama na Afganistan 2001. i Irak 2003. godine.

### Prestanak premijerske funkcije
Dana 27. lipnja 2007. godine napušta položaj premijera Ujedinjenog Kraljevstva u korist svog stranačkog kolege Gordona Browna kojem je prethodno ustupio i položaj šefa Laburističke stranke. Istoga dana predstavnici UN-a, SAD-a, Europske unije i Rusije imenovali su Tonyja Blaira za svog posebnog izaslanika za Bliski istok.

### Nakon premijerske funkcije
Nakon prestanka premijerske funkcije, objavljuje svoju odluku da pristupi Katoličkoj Crkvi, kojoj inače pripada njegova supruga Cherie (također po profesiji odvjetnica, u braku s T. Blairom od 1980.). Djeluje kao visoko plaćeni predavač, politički i poslovni konzultant, i kao član uprava i nadzornih odbora poslovnih kompanija, te društvenih i humanitarnih organizacija.

## Djela
Nakon što je 1994. godine objavio knjigu "Socijalizam", napisao je više drugih djela, od kojih je posljednja objavljenja njegova autobiografija "A Journey" 2010. godine.

## Vanjske poveznice
- Službene stranice Tonyja Blaira  Arhivirana inačica izvorne stranice od 17. siječnja 2012. (Wayback Machine) (engl.)